# Mírové náměstí (Litoměřice)
Mírové náměstí v Litoměřicích je velké veřejné prostranství, které tvoří již od středověku jádro města. Má přibližně lichoběžníkový tvar o rozměrech 75 až 90 metrů na šířku (severojižní směr) a 180 až 195 metrů na délku (východozápadní směr). Odedávna sloužilo jako tržiště (rynek) i shromaždiště (fórum). Od roku 1859 je celé vydlážděno černou dlažbou z místního čediče.

## Popis

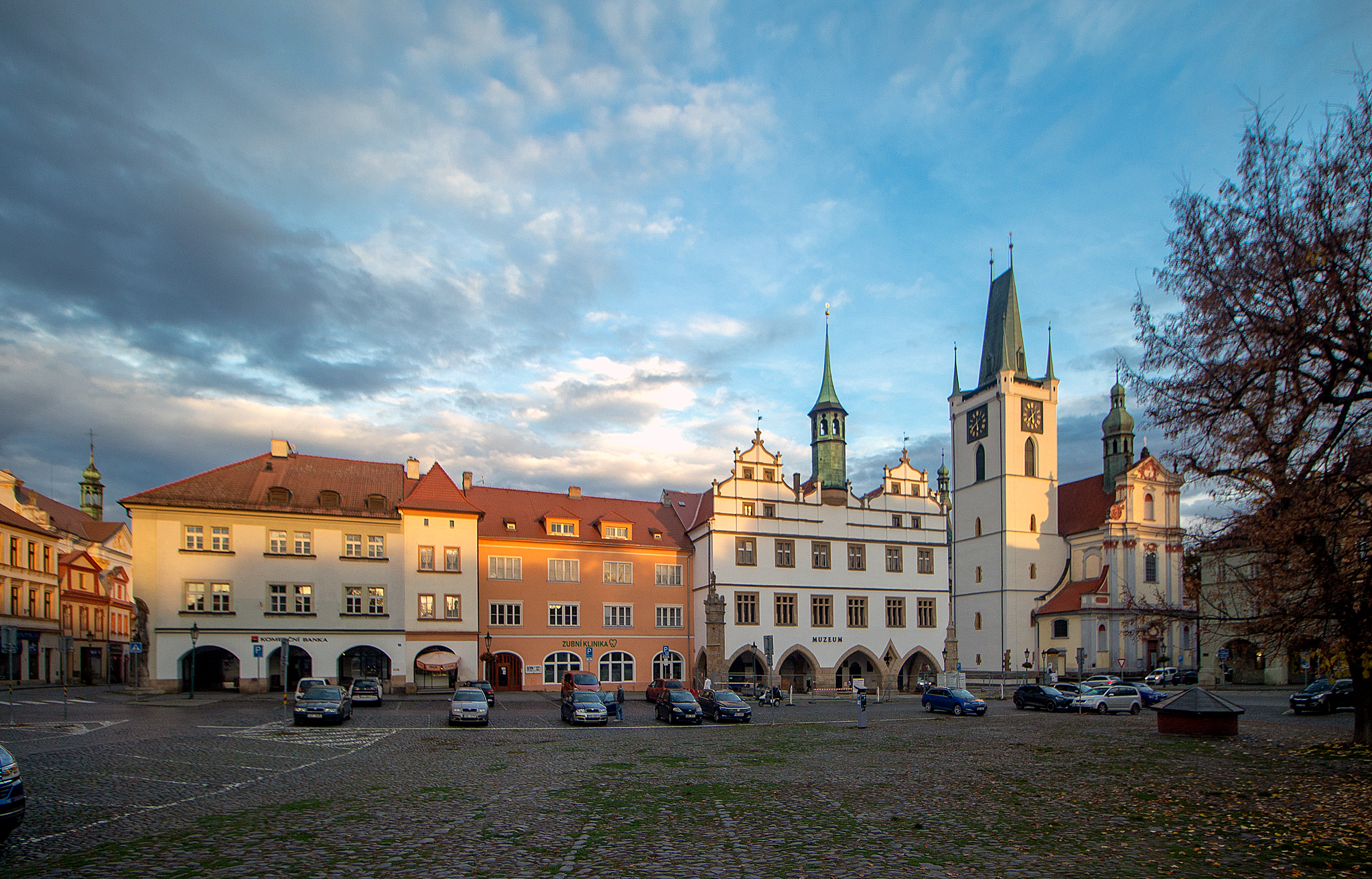
Východní strana náměstí se starou renesanční radnicí a kostelem Všech svatých

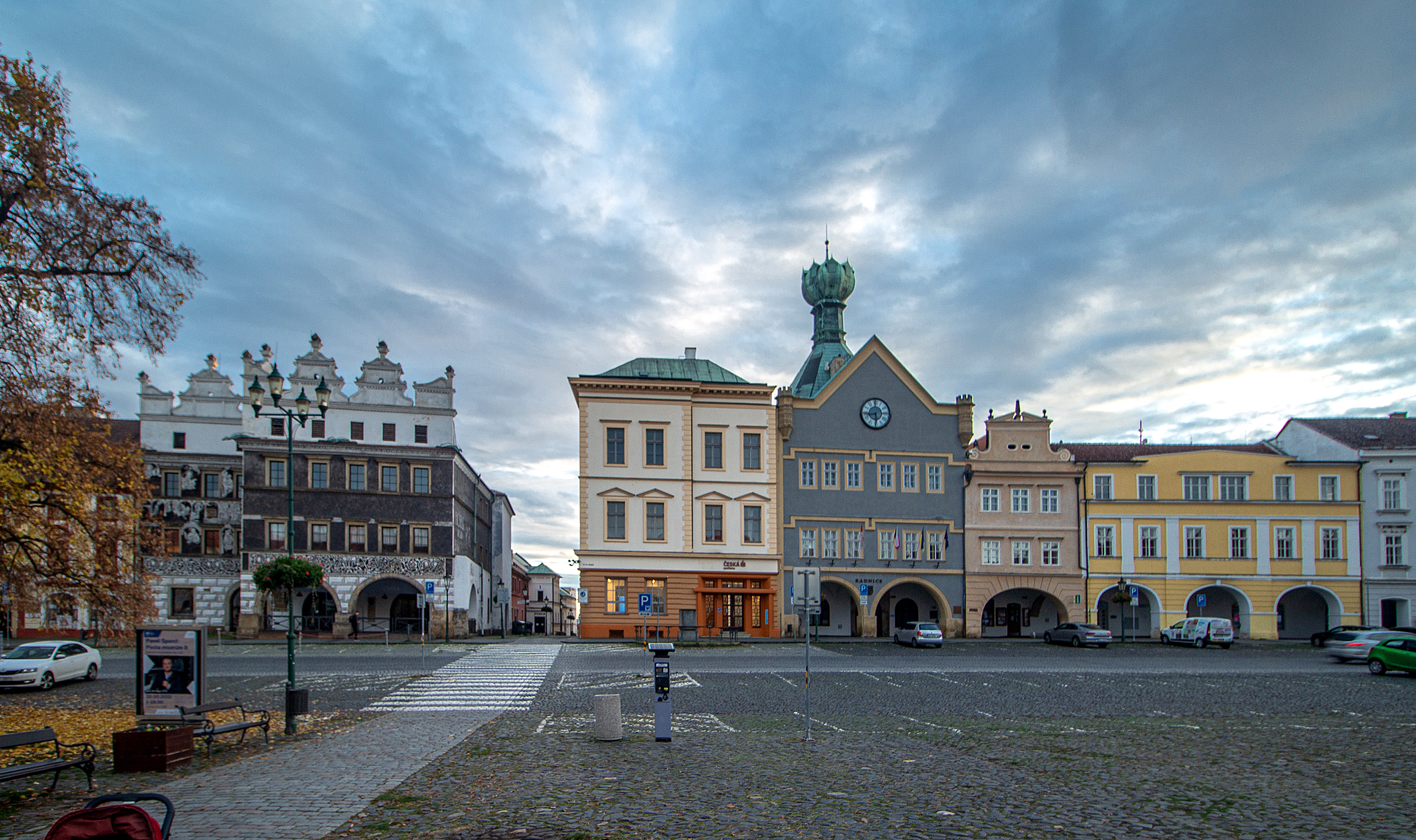
Jižní strana náměstí s historickými budovami U Černého orla (vlevo) a domem Kalich

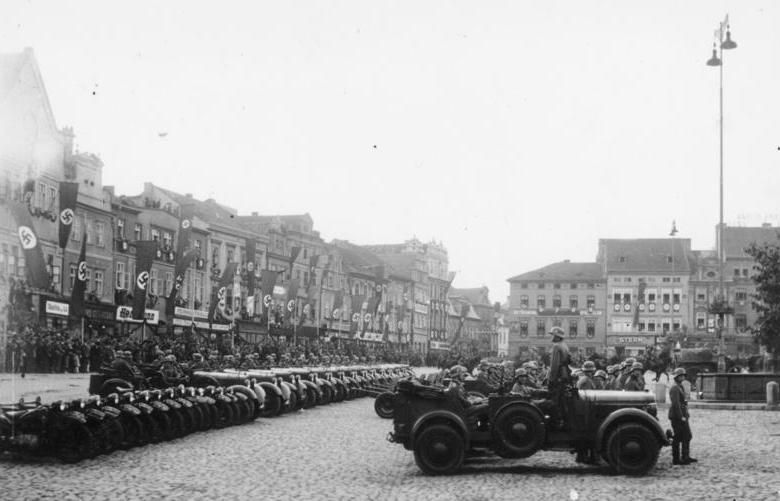
Mírové náměstí, německé oddíly v roce 1938

Náměstí je v okolí kašen a morového sloupu osázeno deseti lípami malolistými. Zdobí je dvě kašny. Ta horní (západní) pochází z roku 1715, původní dřevěná kašna byla nahrazena kašnou kamennou, zdobí ji sochy čtyř delfínů, jež fungují jako chrliče vody. Dolní (východní) kašna je její kopií, neboť původní kašna byla zničena během třicetileté války. Obě kašny byly rekonstruovány v roce 1994. Středu náměstí dominuje morový sloup z roku 1685, který byl postaven podle návrhu Giulia Broggia.
Převážná většina zdejších domů (až na výjimky – např. novostavba budovy Komerční banky v severovýchodním rohu) pochází ze středověku a má gotické jádro, nachází se zde nejstarší doposud stále obývané domy v celé České republice.
Jižní strana náměstí je ozdobena podloubím, které má i dům Kalich, současné sídlo zdejšího městského úřadu. Jižní stranu náměstí zdobí i renesanční dům U Černého orla zdobený sgrafity. Nachází se zde i vchod do litoměřického podzemí resp. do zdejších středověkých sklepů a katakomb, které v minulosti sloužily především jakožto skladiště potravin a útočiště, například při požáru a v době války.
V jihovýchodním rohu náměstí se nachází bílý děkanský Kostel Všech svatých s velkou věží. Oproti kostelu přes Dlouhou ulici se nachází gotická Stará radnice, ve které sídlí Oblastní muzeum. Na severní straně náměstí také sídlí Knihovna Karla Hynka Máchy.
V severozápadní části náměstí se nachází dům rodiny komika Felixe Holzmanna, kde prožil své dětství. Dnes je na tomto domě umístěna jeho busta s malou pamětní deskou.

## Okolní objekty
Nedaleko od náměstí se na jeho jižní straně nalézá i Městské divadlo Karla Hynka Máchy a litoměřické parkány, v Michalské ulici pak sídlí Severočeská galerie výtvarného umění v Litoměřicích.